# Armstrong Siddeley Tiger
Le Armstrong Siddeley Tiger était un moteur d'avion britannique à 14 cylindres en étoile, refroidi par air et développé par Armstrong Siddeley dans les années 1930 à partir de son moteur Jaguar. Le moteur a été construit dans un certain nombre de versions différentes, mais les performances et les dimensions sont restées relativement les mêmes. Le Tiger VIII fut le premier moteur d'avion britannique à utiliser un compresseur à deux vitesses,.

## Utilisations
- Armstrong Whitworth A.W. 19
- Armstrong Whitworth A.W. 23
- Armstrong Whitworth A.W. 29
- Armstrong Whitworth Ensign
- Armstrong Whitworth Whitley
- Blackburn B-6
- Blackburn B-7 (en)
- Blackburn Shark
- Blackburn Ripon
- Fairey G4/31 (en)
- Handley Page H.P.51 (en)
- Short Calcutta (en)

## Moteurs exposés
Un moteur Armstrong Siddeley Tiger est conservé et exposé au Science Museum de Londres.

## Caractéristiques (Tiger VIII)
Source : Lumsden

### caractéristiques générales
- Type: Moteur 14 cylindres en double étoile, suralimenté, refroidi par air
- Alésage : 139,7 mm
- Course : 152,4 mm
- Cylindrée : 32,7 l
- Longueur: 1 641 mm
- Diamètre: 1 290 mm
- Poids sec: 584 kg

### Composants
- Commande des soupapes : Deux soupapes par cylindre actionnées par poussoir
- Suralimentation : compresseur à deux vitesses de type centrifuge, premiers rapports 5.34:1, deuxième vitesse 7.96:1.
- Carburation : carburateur Claudel-Hobson
- Type de carburant : essence à 87 d'octane
- Système de refroidissement : refroidissement à air
- Réducteur: Spur, 0.594:1

### Performances
- Puissance
  - 907 ch (677 kW) à 2 375 tr/min pour le décollage
  - 850 ch (634 kW) à 2 450 tr/min à 7 150 pi (2 180 m) - compresseur première vitesse
  - 771 ch (575 kW) à 2 450 tr/min à 16 240 pi (4 950 m) - compresseur seconde vitesse
  - 582 ch (434 kW) à 2 200 tr/min vitesse économique
- Puissance spécifique: 20,7 kW/l
- Taux de compression: 6,25:1
- Consommation spécifique de carburant: 294 g/(kW h)
- Consommation d'huile: 8-16 g/(kW h)
- Puissance massique: 1,16 kW/kg

### Développement lié
- Armstrong Siddeley Jaguar
- Armstrong Siddeley Panther (en)